# Adinandra lienii
Adinandra lienii är en tvåhjärtbladig växtart som beskrevs av Nguyen Huu Hien och G.P. Yakovlev. Adinandra lienii ingår i släktet Adinandra och familjen Pentaphylacaceae. Inga underarter finns listade i Catalogue of Life.